# سكاي فيريرا
سكاي فيريرا (بالإنجليزية: Sky Ferreira)‏ هي ملحنة وعارضة ومغنية ومغنية مؤلفة وممثلة أمريكية، ولدت في 8 يوليو 1992 بلوس أنجلوس في الولايات المتحدة. بدأت مشوارها المهني سنة 2009.

## أعمال

### أفلام
- (2013) الجحيم الأخضر
- (2016) الثقة

### مسلسلات
- العرض المتأخر مع ديفيد ليترمان

## وصلات خارجية
- سكاي فيريرا على موقع IMDb (الإنجليزية)
- سكاي فيريرا على موقع ألو سيني (الفرنسية)
- سكاي فيريرا على موقع ميوزك برينز (الإنجليزية)
- سكاي فيريرا على موقع رولينغ ستون (الإنجليزية)
- سكاي فيريرا على موقع أول موفي (الإنجليزية)
- سكاي فيريرا على موقع أول ميوزيك (الإنجليزية)
- سكاي فيريرا على موقع ديسكوغز (الإنجليزية)
- سكاي فيريرا على موقع قاعدة بيانات الفيلم (الإنجليزية)
- سكاي فيريرا على موقع كينوبويسك (الروسية)